# Boïgues Roies
Boïgues Roies és un indret del terme de Sarroca de Bellera, al Pallars Jussà, en el territori de l'antic terme de Benés, de l'Alta Ribagorça.
Està situat al vessant de llevant de la Serra de Plandestàs, al nord del poble d'Avellanos, a la dreta de la Valiri.